# Schwarzer Schöps
Der Schwarze Schöps, obersorbisch Čorny Šepc, ist ein 67 km langer, rechter beziehungsweise östlicher Zufluss der Spree im sächsischen Landkreis Görlitz (Deutschland). Er gehört zum Flusssystem der Elbe, die über die Spree und die Havel erreicht wird.
Der Fluss entspringt westlich von Görlitz in Sohland am Rotstein. Seine Quelle liegt im südlichen Teil des Gemeindegebiets; wenige Kilometer östlich entspringt der Weiße Schöps. Vom Flussursprung verläuft der Fluss, der zwischen Lausitzer Neiße im Osten und Spree im Westen verläuft, überwiegend in nordwestlicher Richtung.

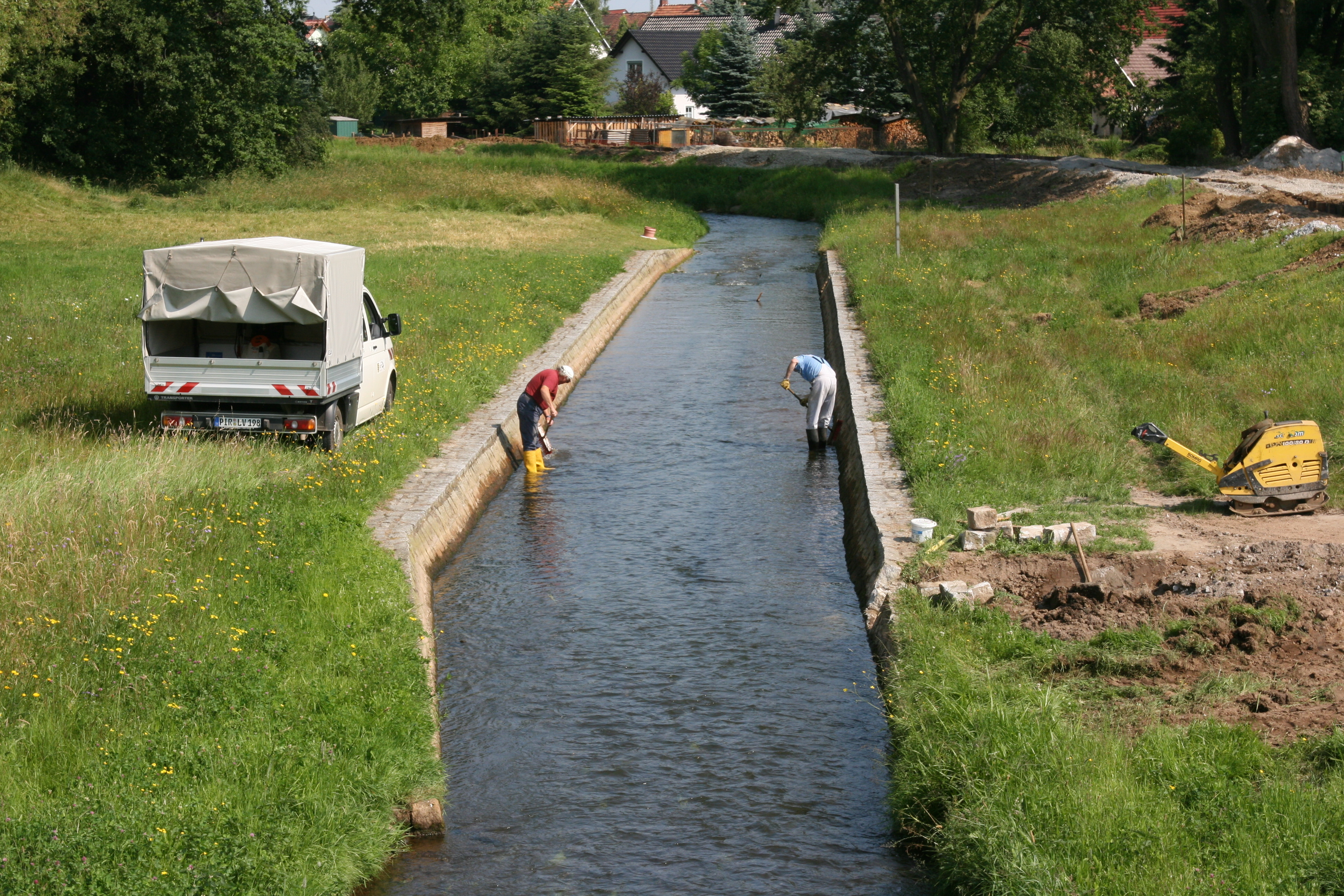
Schwarzer Schöps in Sproitz (Quitzdorf am See)

Der Schwarze Schöps passiert Reichenbach/O.L. und die Königshainer Berge im Westen und fließt durch die Gemeinden Vierkirchen und Waldhufen nach Norden. Danach wird der Schwarze Schöps bei Quitzdorf am See zum Stausee Quitzdorf aufgestaut. Anschließend durchfließt er Mücka, Kreba-Neudorf und die Gemeinde Boxberg/O.L., wo der von Osten kommende Weiße Schöps einmündet. Teile des Unterlaufs des Schwarzen Schöps (ab Mücka) verlaufen durch das Biosphärenreservat Oberlausitzer Heide- und Teichlandschaft.
Der Abschnitt zwischen der Einmündung des Weißen Schöps beim Boxberger Ortsteil Reichwalde und der Mündung in die Spree bei Sprey führt neben der Bezeichnung Schwarzer Schöps auch die Bezeichnung Vereinigter Schöps oder schlicht Schöps. Dieses kurze Flussstück liegt gänzlich in der Gemeinde Boxberg/O.L. In Boxberg selbst dient der Schöps als Abflussgewässer des Bärwalder Sees.
Ursprünglich mündete der Weiße Schöps zwischen Reichwalde und Kringelsdorf in den Schwarzen Schöps. Für den Braunkohletagebau Reichwalde wurde der Flusslauf in den 1980er Jahren nördlich des Abbaugebietes verlegt und kanalisiert, so dass sich die Mündung bis zum Jahr 2014 nördlich von Kringelsdorf befand.
Seit der erneuten, diesmal naturnahen Verlegung des Weißen Schöps aufgrund der Weiterführung des Tagebaus mündet der Weiße Schöps am südlichen Ortsrand von Reichwalde.